# Videorecorder

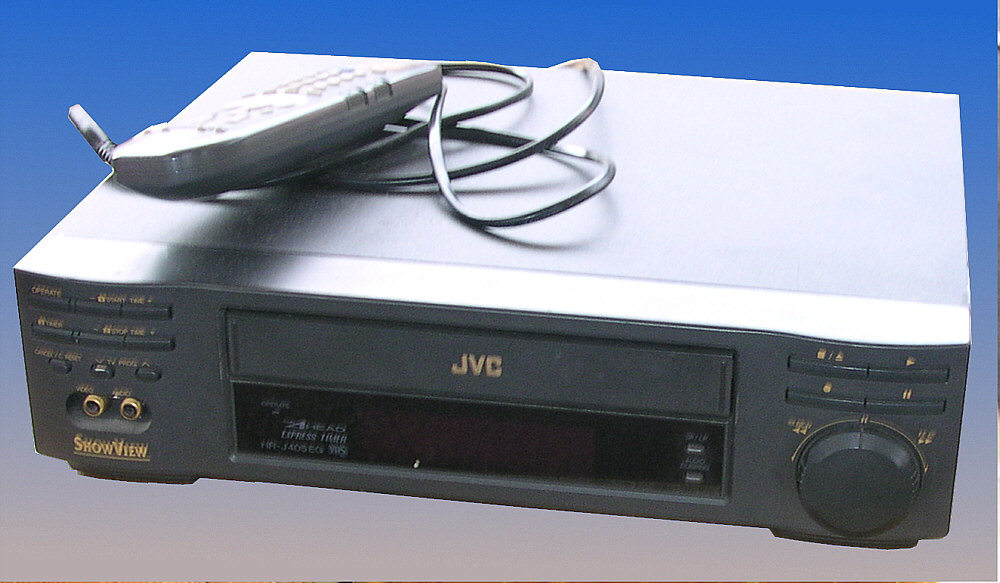
Een VHS-videorecorder

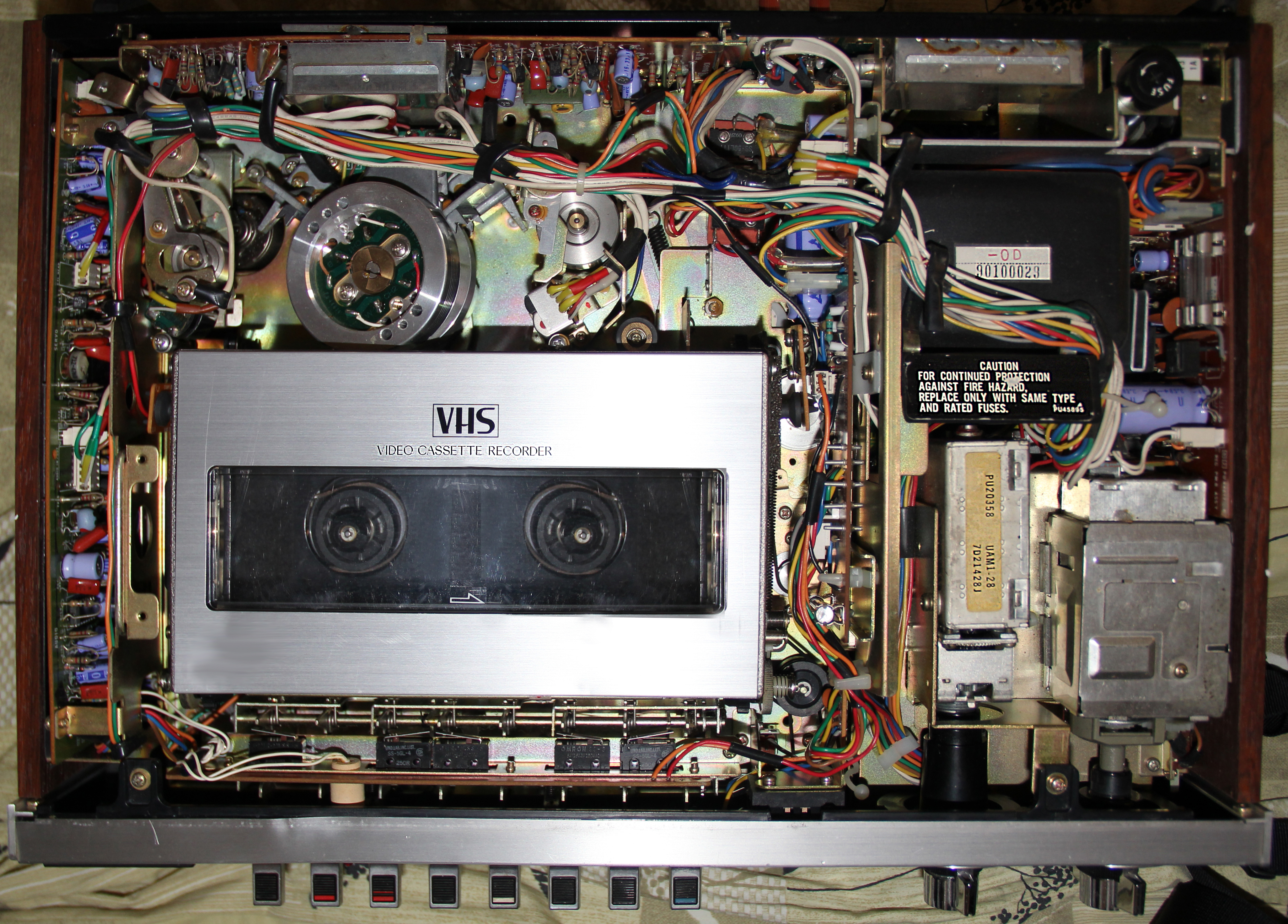
Interieur van een VHS-videorecorder

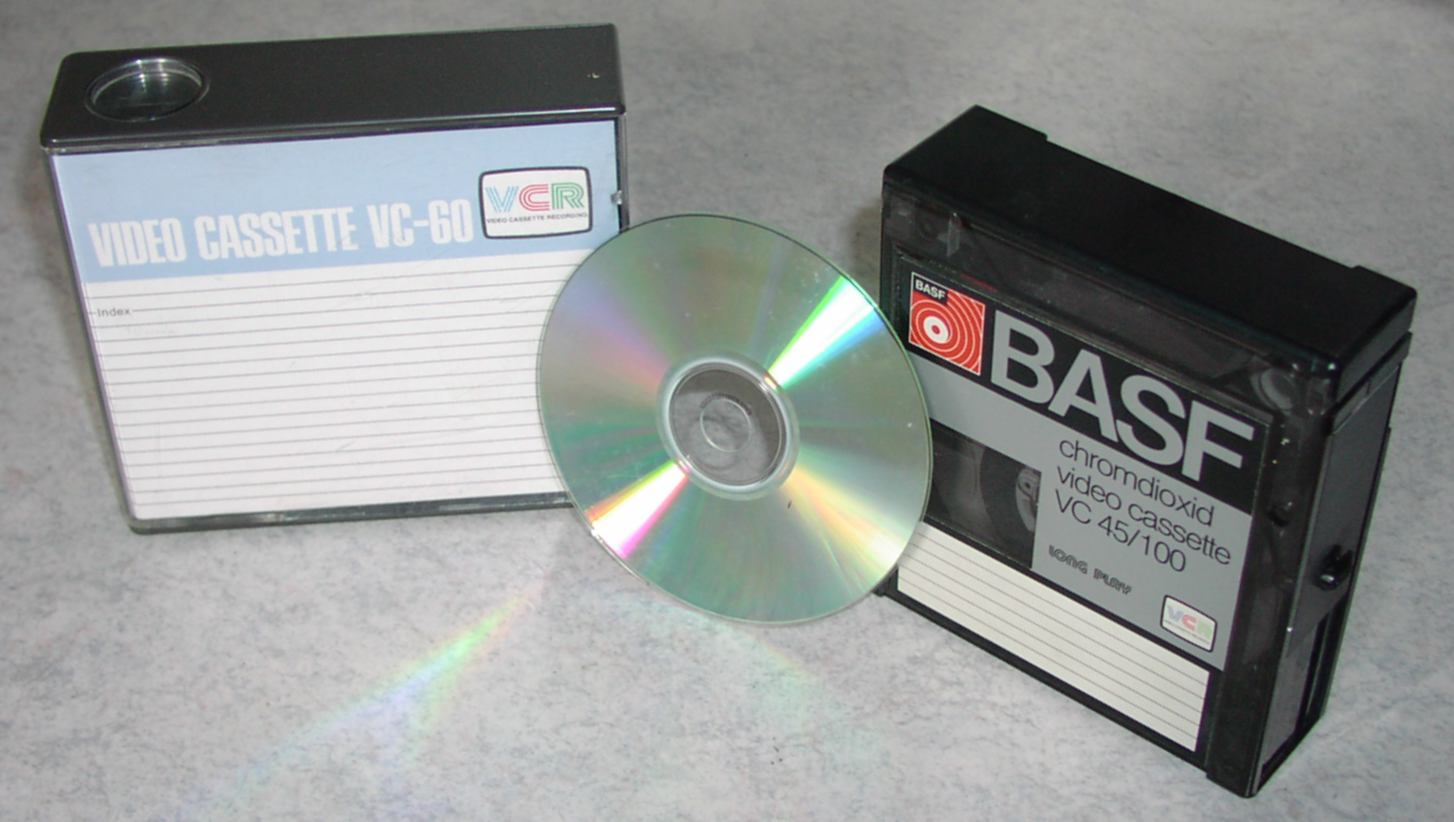
Een VCR-cassette met een compact disc ter vergelijking

Een videorecorder is een apparaat waarmee beeldsignalen afgespeeld en opgenomen kunnen worden op videoband. Deze banden zijn of waren verkrijgbaar in verschillende typen: Ampex, Betamax, Betacam SP, Hi8, S-VHS, U-matic, VCR, VHS, Video8 en Video 2000.

## Van spoelen naar cassette
In de jaren 60 zijn er door de English Electric Valve Company, Sony, RCA en Ampex verschillende videorecorders voor thuisgebruik ontwikkeld. Dit waren echter apparaten met losse spoelen met een speelduur van ongeveer 20 minuten die beelden in zwart-wit opnamen.
In 1971 bracht Sony het U-matic-systeem op de markt. Dit was niet alleen het eerste videocassette-systeem, het nam beelden ook in kleur op met een speelduur van respectievelijk 60, later ook 80 minuten. Mede door de hoge aanschafkosten is dit systeem vooral door de semiprofessionele markt omarmd.
In 1972 kwam Philips met het VCR-N1500-systeem. Dit wordt gezien als het eerste systeem voor de consumentenmarkt. Deze apparaten waren echter ook erg duur en daardoor geen commercieel succes.
In de jaren daarop kwamen er andere systemen op de markt: Betamax van Sony, V2000 van Philips en VHS van JVC. Het gevolg was een "oorlog" op de consumentenmarkt tussen deze systemen, die uiteindelijk door JVC met het VHS-systeem werd gewonnen. Sony en Philips trokken hun systemen terug en gingen zelf ook over op productie van VHS-recorders.

## Techniek
Voor opname van geluid, met frequenties tot ca. 20 kHz, is een bandsnelheid van enkele cm/s voldoende. Moderne consumentenbandrecorders lopen voor de beste geluidskwaliteit op 19 cm/s; (semi)professionele bandrecorders lopen veelal op 38 cm/s of zelfs 76 cm/s. De informatie wordt met de kop van een elektromagneet met smalle spleet op de bewegende band geschreven en weer afgelezen. Een signaal op de band met een golflengte kleiner dan twee maal de spleetbreedte wordt bij weergave sterk verzwakt. Dit bepaalt de minimale bandsnelheid.
Een videosignaal bevat veel hogere frequenties dan geluid en vereist daarom een hogere bandsnelheid, ca. 3 m/s. In de eerste videorecorders liep de band inderdaad met die snelheid. Een dergelijke snelheid resulteert in een groot bandverbruik, dus zeer grote en zware spoelen, en allerlei technische problemen bij het aandrijven van die spoelen. Om met kortere banden te kunnen werken, wordt de band steeds aan het einde omgekeerd en de band met een groot aantal sporen beschreven. Dit levert elke paar minuten een onderbreking in het signaal aan het eind van de band, en ook snelle slijtage.
De oplossing bestaat uit roterende koppen. De band loopt langzaam, en de koppen bevinden zich op een snel draaiende trommel die korte vegen op de band registreert. Er zijn twee mogelijkheden, het professionele transversale systeem en het longitudinale systeem voor consumentenapparatuur.

### Transversaal
Dit systeem werd door de grote televisiestudio's gebruikt. De bekendste fabrikant is Ampex.
De band loopt horizontaal, net als in een audiorecorder. De trommel bevat vier koppen en draait om een horizontale as. Er worden verticale sporen op de band geregistreerd. Per spoor wordt slechts een deel van een raster geregistreerd. Bij weergave zijn er meerdere kopovernames in het zichtbare deel van het raster. Om de kopovernames naadloos aan te laten sluiten, is een kostbare tijdbasiscorrectie nodig. Dit is de reden dat transversale recording nooit is toegepast in consumentenrecorders.
De gebruikte band is 2 duim (5 cm) breed en zeer duur. Daardoor is het vaak niet mogelijk dat een populair televisieprogramma later opnieuw wordt uitgezonden: de banden zijn gewist voor een andere opname.

### Helical scan
De band loopt een beetje schuin, de ene spoel staat wat hoger dan de andere. De band wordt in een lus van iets meer dan 180 graden om de trommel geleid. De as van de trommel is verticaal. Er bevinden zich twee koppen in de trommel, waarbij elke kop een half videobeeld (een heel raster) voor zijn rekening neemt.
Elk raster komt als een schuin spoor op de band te staan
Bij moderne videocassetterecorders (niet bij VCR) is de hele constructie een beetje schuin opgesteld. De spoelen liggen dan even hoog en de trommel staat een beetje schuin.

## Standaarden

### VCR
- Zie VCR

### Video 2000, ook genoemd VCC
- Zie Video 2000

### Betamax
- Zie Betamax

### VHS
- Zie VHS

### U-matic
- Zie U-matic

## Stoorstrepen
De consument verlangde behalve normale weergave ook de mogelijkheid van versnelde en vertraagde weergave en stilstaand beeld. Hierbij is het nodig de band een andere dan de normale snelheid te geven. De koppentrommel moet echter zijn normale snelheid behouden om de synchronisatie van het televisiebeeld niet te verstoren. Hierdoor volgen de koppen het opgetekende spoor niet meer, maar komen bij naastgelegen sporen terecht, waardoor het televisiebeeld stoorstrepen vertoont. (Bij wisseling van spoor moet namelijk eerst het spoor van het andere halve beeld gepasseerd worden.)
Met behulp van extra weergavekoppen kunnen de stoorstrepen minder storend worden gemaakt. De videorecorders van het Video 2000-systeem hebben dynamische spoorvolging, dat wil zeggen dat de magneetkoppen piëzo-elektrisch bestuurbaar zijn, waardoor ze het spoor altijd volgen en er geen stoorstrepen optreden. Tevens kan hierdoor de informatiedichtheid vergroot worden, zodat slechts de halve breedte van de band voor de opname wordt gebruikt en de cassette omkeerbaar is.

## Geluid
Voor optekening van het bij het beeld behorende geluid kan een aparte, vast opgestelde kop worden gebruikt. Door de lage bandsnelheid en smalle beschikbare spoorbreedte is de geluidskwaliteit matig en nauwelijks voor muziek geschikt.
Een latere ontwikkeling is om het geluid op een draaggolf te moduleren en deze op dezelfde manier als het beeld te registreren. Dit levert stereogeluid van zeer goede kwaliteit. Ook is opname van tweetalige programma's mogelijk. In tegenstelling tot de opname met een vast opgestelde kop kan dit geluid nadien niet worden vervangen zonder de video-opname te beïnvloeden, maar ter wille van de compatibiliteit wordt het geluid tevens op de oude wijze opgenomen. Bij weergave kan dan het gewenste geluidssignaal gekozen worden.

## Programmeren
Alle consumentenmodellen zijn programmeerbaar, dat wil zeggen dat vooraf kan worden ingesteld wanneer een opname moet plaatsvinden, en van welke televisiezender. Hiertoe is een televisietuner ingebouwd, zodat het televisietoestel niet hoeft aan te staan of op een ander programma afgestemd kan zijn. Minimaal moeten de dag, de zender en de begin- en eindtijd opgegeven worden. In plaats van een zender kan een van de extra ingangen als bron gekozen worden. Om de opname op het juiste moment te starten beschikt een videorecorder over een ingebouwde klok met kalender, die dan ook nauwkeurig ingesteld moet worden. Soms kan deze met behulp van teletekst gelijkgezet en bijgehouden worden, zodat ook begin en eind van de zomertijd geen ingrijpen vereisen. Vaak kan worden ingesteld of het programma periodiek (dagelijks of wekelijks), met normale of halve snelheid, en met of zonder PDC moet worden opgenomen. Een opname kan maximaal een week tot soms wel een jaar vooruit geprogrammeerd worden.
Programmeren kan, afhankelijk van het apparaat, op verschillende manieren: met behulp van toetsen op de afstandsbediening of het apparaat zelf, waarbij op het display de voortgang getoond wordt. Sommige recorders gebruiken in plaats van het display het televisiebeeld als feedback, wat bezwaarlijk is als een ander televisie wil kijken. Soms kunnen de gegevens eerst in de afstandsbediening worden opgeslagen en dan in één keer naar de recorder overgebracht. Weer andere recorders kunnen de informatie van de programmapagina's op teletext lezen: paginanummer en gebruik van PDC kunnen vooraf per zender worden ingesteld; het volstaat dan om de zender te kiezen en de juiste regel op de pagina aan te geven. Bij recorders met een archiefsysteem wordt dan tevens de titel opgeslagen. Gezien de hoeveelheid in te voeren gegevens is opnamen programmeren voor sommigen te ingewikkeld. In een poging hieraan tegemoet te komen is ShowView ontwikkeld.

## Aansluitingen
De videorecorder heeft twee antenneaansluitingen, een ingang en een uitgang. Op de ingang wordt een televisieantenne of kabelsignaal aangesloten, de uitgang wordt met de antenne-ingang van het televisietoestel verbonden. Zo beschikken beide apparaten over het antennesignaal. Voor weergave wordt het signaal door de videorecorder op een draaggolf gezet, zodat het televisietoestel de videorecorder als een zender ziet.
Nieuwere televisietoestellen hebben ook een video-ingang en nieuwere videorecorders hebben een video-uitgang. Weergave via deze aansluitingen in plaats van de antenneaansluiting maakt een iets betere beeldkwaliteit en stereoweergave mogelijk, doordat het signaal niet opnieuw gemoduleerd hoeft te worden.
Wordt een SCART-kabel gebruikt, dan is een signaal in beide richtingen mogelijk, zodat de videorecorder niet alleen het signaal afkomstig van zijn ingebouwde tuner kan opnemen, maar ook dat van het televisietoestel.
Nieuwere modellen zijn verder vaak voorzien van extra aansluitingen voor o.a. geluidsapparatuur, een videocamera en S-VHS.

## Synchronisatie
Het televisiesignaal dat van de zender komt, is regelmatig verdeeld in rasters en lijnen, gescheiden door synchronisatiepulsen. Het televisietoestel stelt zich op die pulsen in. Is er een storing in de synchronisatiepulsen, dan zal het televisietoestel zelf de pulsen invullen, zodat een tijdelijke ontvangststoring geen gestoord beeld oplevert.
Een professionele transversale videorecorder heeft schakelingen om de synchronisatie te handhaven. Bij de consumentenrecorder is dat niet het geval (zie #Helical scan). Een consumentenrecorder zet elk raster apart op de band en de rasters zijn dus niet gestoord, maar door kleine snelheidsvariaties van de koppentrommel en door rek in de band ontstaat er een onnauwkeurigheid in de synchronisatiepulsen tussen de rasters, steeds als er naar een andere kop wordt overgeschakeld.
Het aangesloten televisietoestel moet nu snel reageren op de onnauwkeurigheden in de synchronisatie.
Resumerend:
- Het signaal van een zender is nauwkeurig (want het is een professionele zender) maar gestoord (door ontvangstcondities in de draadloze overdracht). Zijn de ontvangen synchronisatiepulsen niet nauwkeurig, dan komt dat door slechte ontvangst en moet het televisietoestel in gedachten de juiste synchronisatie invullen.
- Het signaal van de videorecorder is onnauwkeurig (want het is een goedkoop apparaat) maar niet verstoord (want met de korte verbindingskabel kan niet veel mis gaan). Zijn de ontvangen synchronisatiepulsen niet nauwkeurig, dan moet het televisietoestel zich daar onmiddellijk op instellen.

Bij nieuwe toestellen is hiermee rekening gehouden; sommige voorkeuzetoetsen, vaak 0 of de laatste, zijn speciaal voor de videorecorder aangepast. Gebruikt men voor de videorecorder een voorkeuzetoets die voor een zender bedoeld is, dan zal het beeld aan de bovenzijde heen en weer zwaaien.

## De opvolger en einde
Vanaf 2007 wordt de videorecorder meer en meer verdrongen door de dvd-recorder en de harddiskrecorder. In juli 2016 werd het laatste exemplaar geproduceerd door Funai.